# Gil Gomes
Nélson Gil d'Almeida Gomes (nascut el 2 de desembre de 1972), conegut com a Gil, és un antic futbolista portuguès que va jugar com a davanter.

## Carrera futbolística
Nascut a Luanda, Angola portuguesa, Gil es va traslladar a Portugal de ben jove, unint-se al sistema juvenil del SL Benfica als 14 anys. Va destacar al Campionat Mundial Juvenil de la FIFA de 1991 amb la selecció portuguesa sub-20, marcant un gol en cinc partits un un torneig que va acabar amb victòria portuguesa. A nivell sènior, però, la seva aportació a la Primera Lliga va consistir en 30 partits en dues temporades, sense poder golejar ni amb el SC Braga ni amb el CF Estrela da Amadora.
Després de deixar la seva nació d'adopció el 1995 i fins a la seva jubilació deu anys més tard -ja havia passat a l'estranger amb el Tours FC a França-, Gil va jugar gairebé exclusivament a la lliga inferior i al futbol amateur. En les seves últimes sis temporades va competir a Anglaterra, representant a Welwitchia, Hendon, Middlewich Town, Salford City, Hyde United i New East Manchester.

## Vida personal
El fill de Gil, Angel Gomes, va néixer a Anglaterra mentre el seu pare jugava allà, i va representar tant el Manchester United com a Anglaterra a nivell juvenil.

## Palmarès
Portugal
- Campionat d'Europa sub-16 de la UEFA: 1989
- Campionat Mundial Juvenil de la FIFA: 1991